# The Life of Pablo
The Life of Pablo («La vida d'en Pablo») és el setè àlbum d'estudi del raper i productor estatunidenc Kanye West. El disc va sortir el 14 de febrer del 2016 a través dels segells discogràfics Roc-A-Fella Records, GOOD Music i Def Jam Recordings, després de ser gravat a diverses ciutats d'Itàlia, Mèxic, Canadà i els Estats Units. L'àlbum compta amb producció a càrrec de noms com Mike Dean, Charlie Heat, Metro Boomin, Rick Rubin, Hudson Mohawke o Madlib, i artistes convidats que van des dels rapers Desiigner, Young Thug, André 3000, Vic Mensa i Kendrick Lamar fins als cantants Kirk Franklin, Kid Cudi, Chance the Rapper, Rihanna, The Weeknd, Ty Dolla $ign, Chris Brown, Kelly Price, Caroline Shaw i Sia.

## Llançament i distribució
The Life of Pablo va ser llançat després de l'actuació de West al programa Saturday Night Live a través de la plataforma de música en streaming Tidal. El disc també es podia adquirir digitalment a la pàgina web de l'artista (malgrat ser retirat d'allà posteriorment). El disc va tenir 400 milions de reproduccions a Tidal a data de 31 de març del 2016, dels quals 250 van ser de la primera setmana. Finalment, l'àlbum va ser llançat també a les plataformes de streaming Spotify i Apple Music, la qual cosa el va derebutar al número 1 de la Billboard Hot 200 la setmana del 10 d'abril del 2016.